# Felice Baciocchi
Felice Pasquale Baciocchi, född 8 maj 1762 i Ajaccio, död 27 april 1841 i Bologna, var en fransk officer, furste av Lucca och Piombino.
Baciocchi tjänade som officer i franska armén och blev 1797 gift med Elisa Bonaparte, Napoleons syster. Han avancerade som förste konsulns, senare kejsarens svåger till höga befattningar och blev brigadgeneral 1803 och divisionsgeneral 1804, och utnämndes 18 mars 1805 till furste över Piombino och 23 juni 1805 av Lucca. Han tog ganska liten del i styrelsen av sitt furstendöme utan överlät det till sin hustru.
Efter Napoleons fall 1814 levde Baciocchi som privatman i trakterna av Trieste.
Barn:
- Napoléon, född och död 1798
- Napoléone Elisa Bacciochi(1806–1869) – var 1825–30 gift med en greve Camerata och hade i äktenskapet en son, Napoleone Camerata, död 1853. Hennes stora förmögenhet gick efter hennes död i arv till Louis Napoleon Bonaparte, Napoleon IV.
- Jérome-Charles (1810–1811)
- Frédéric-Napoleon Bacciochi (1813–1833; han kastades av från hästen under en ridtur i Rom och skadades till döds; när hans mormor, Laetitia Ramolino, fick veta detta var hon tyst i flera timmar, innan hon yttrade "Det ligger ett olycksbringande öde över tredje generationen Bonaparte; de dör alla en våldsam död")
- ytterligare ett barn

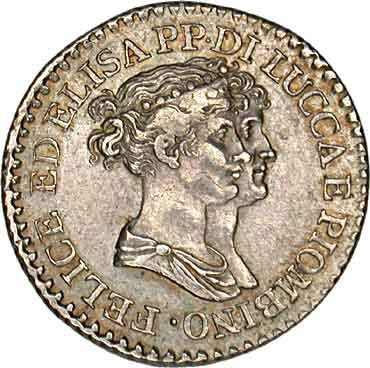
Mynt med porträtt av Elisa and Felice Bacciochi